# Walter Simon
Ernest Julius Walter Simon (Berlin, 1893. június 10. – London, 1981. február 22.; kínai neve pinjin hangsúlyjelekkel: Xīmén Huádé; magyar népszerű: Hszi-men Hua-tö; hagyományos kínai: 西門華德; egyszerűsített kínai: 西门华德) német sinológus, tibetológus és könyvtáros.

## Élete, munkássága
Walter Simon Berlinben született iskoláit is ott végezte. Kínaiul a Berlini Egyetemen tanult. A náci hatalomátvételt követően, egy évvel idősebb kollégája, Bruno Schindler után, 1934-ben ő is Londonba emigrált. Leszámítva azokat a rövidebb időszakokat, amikor vendégprofesszorként más országokban tartózkodott, élete végéig az angol fővárosban élt. 1947-től 1960-ig kínai nyelvet, nyelvészetet tanított a Londoni Egyetemen. A kínai történeti fonológia és a sino-tibeti nyelvészet területén ért el jelentősebb eredményeket.

## Főbb művei

### Kínai nyelvészet
- Zur Rekonstruktion der altchinesischen Endkonsonanten, 2 Parts, 1928–29
- Tibetisch-chinesische Wortgleichungen: Ein Versuch, W. de Gruyter & Co., Berlin, 1930
- Chinese Sentence Series, 3 volumes, 1942–44
- The New Official Chinese Latin Script Gwoyeu Romatzyh: Tables, Rules, Illustrative Examples, Probsthain, London, 1942
- Chinese National Language (Gwoyeu) Reader and Guide to Conversation, 1943 (2nd edn 1954, reprinted 1972)
- 1200 Chinese Basic Characters, 1944 (4th repr. 1975)
- How to Study and Write Chinese Characters, 1944 (3rd reprint 1975)
- Structure Drill through Speech Patterns, I. Structure Drill in Chinese, 1945 (2nd edn 1959, reprinted 1975)
- A Beginners' Chinese-English Dictionary of the National Language (Gwoyeu) / Chujyi Jong-Ing Gwoyeu Tzyhdean 《初級中英國語字典, Lund Humphries & Co. Ltd., London, 1947. (4th edn 1975)

### Tibeti nyelvészet
- 1941. “Certain Tibetan suffixes and their combinations.” Harvard Journal of Asiatic Studies 5: 372-391.
- 1942. “Tibetan dang, cing, kyin, yin and ‘am”. Bulletin of the School of Oriental and African Studies 10, 1942. 954-975.
- 1949. “The range of sound alternation in Tibetan word families.” Asia Major (New Series) 1:1-15
- 1955. "A Note on Tibetan Bon." Asia Major (New Series) 5.1: 5-8.
- 1956. "Tibetan "so" and Chinese "ya" 'Tooth'" Bulletin of the School of Oriental and African Studies 18.3 (1956):  512-513.
- 1957. “Tibetan gseb and cognate words.” Bulletin of the School of Oriental and African Studies 20 (1957): 523-32
- 1962. “Tibetan par, dpar, spar, and cognate words.” Bulletin of the School of Oriental and African Studies 25 (1962): 720-80.
- 1964. “Tibetan Lexicography and Etymological Research.“ Transactions of the Philological Society (1964): 85-107.
- 1966. “Tibetan nyin-rans and tho-rangs.” Asia Major (New Series) 12, 1966. 179-84.
- 1967. “The Tibetan particle re.” Bulletin of the School of Oriental and African Studies 30 (1967): 117-26.
- 1968. “Tibetan re in its wider context.” Bulletin of the School of Oriental and African Studies 31 (1968): 555-62.
- 1969. “Cognates of Tibetan rnangs-pa (‘entire, complete’).” Academica Sinica: Bulletin of the Institute of History and Philology 39 (1969): 287-9.
- 1970. "Some suggestions toward a Romanization of modern Tibetan (Lhasa dialect)." Roman Jakobson and Shigeo Kawamoto, eds. Studies in General and Oriental Linguistics. Tokyo: TEC, 535-539.
- 1971. “Tibetan ‘fifteen’ and ‘eighteen’.” Études Tibétaines: dédiées à la mémoire de Marcelle Lalou. Paris: Libraire d’Amérique et d’Orient, 1971
- 1975. "Iotization and palatalization in classical Tibetan." Bulletin of the School of Oriental and African Studies 38: 611-615.
- 1977. "Alternation of Final Vowel with Final Dental Nasal or Plosive in Tibetan." Bulletin of the School of Oriental and African Studies 40.1 (1977): 51-57.
- 1979. “Tibetan stes, stes-te, etc. and some of the Sanskrit correspondences.” Bulletin of the School of Oriental and African Studies 42 (1979): 334-6.
- 1980. "Some Tibetan Etymologies of Semantic Interest." Bulletin of the School of Oriental and African Studies 43.1 (1980): 132-136.